# Кристалізація полімерів

Компонування молекулярних ланцюгів в аморфних і частково кристалічних полімерів.

Кристалізація полімерів є процес, пов'язаний з частковим вирівнюванням їх молекулярних ланцюжків. Ці ланцюги складаються разом і утворюють впорядковані області, звані ламелі, які складають більші сфероїдальні структури — сфероліти. [1] Полімери можуть кристалізуватися при охолодженні з розплаву, механічному розтягненні або випаровуванні розчинника. Кристалізація впливає на оптичні, механічні, термічні і хімічні властивості полімеру. Ступінь кристалічності оцінюється різними аналітичними методами, і зазвичай знаходиться в діапазоні від 10 до 80 %, таким чином, кристалізовані полімери часто називаються «напівкристалічні». Властивості напівкристалічних полімерів визначаються не тільки ступенем кристалічності, а й залежать від розміру і орієнтації молекулярних ланцюгів.

## Паралельноланцюговий кристал
У хімії полімерів — тип кристалів, що утворились при паралельному упакуванні ниток полімера, при цьому не береться до уваги напрямок цих ниток.